# Ngài Ribblesdale (tranh của Sargent)

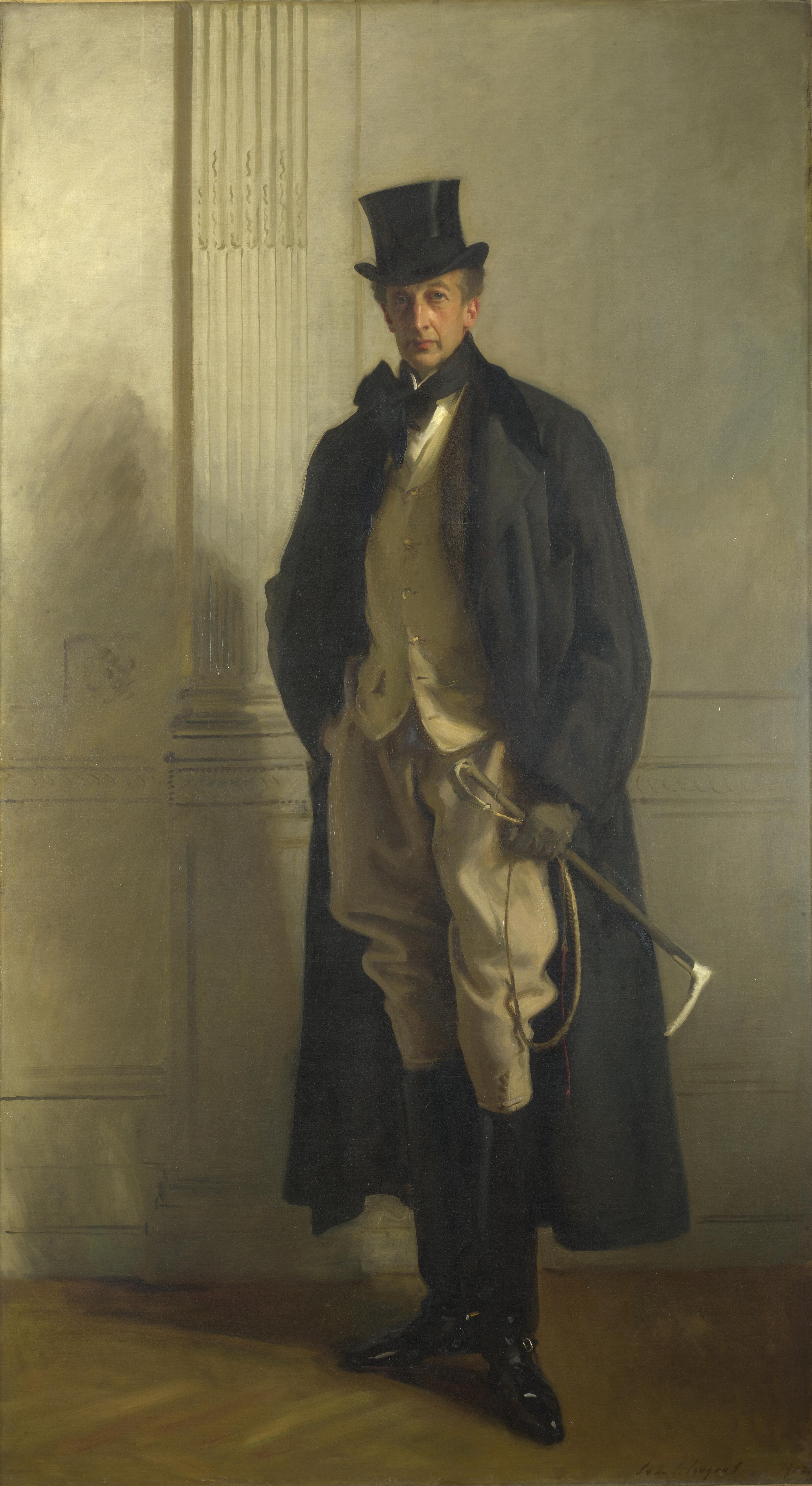
John Singer Sargent, Ngài Ribbleddale, 1902, Phòng triển lãm Quốc gia, London

Ngài Ribbleddale (Lord Ribblesdale), đôi khi được gọi là The Ancestor (tổ tiên), là một bức chân dung bằng sơn dầu trên vải của John Singer Sargent mô tả Thomas Lister, Nam tước thứ tư của Ribbleddale, hoàn thành năm 1902. Bức chân dung nguyên gốc mô tả Ngài Ribbleddale trong trang phục săn bắn của mình. Bức chân dung có diện tích 258,4 cm × 143,5 cm (101,7 in × 56,5 in) và đang được trưng bày ở Bảo tàng Quốc gia Luân Đôn kể từ năm 1916.

## Bối cảnh
Thomas Lister trở thành Nam tước thứ tư (và cuối cùng) của vùng Ribbleddale sau cái chết của cha mình vào năm 1876, khi ông 22 tuổi. Ông ủng hộ Đảng Tự do của Viện Quý tộc, phục vụ như một quan thị vệ tại tòa án Hoàng gia, và là ủy viên của Phòng trưng bày Chân dung Quốc gia và Bảo tàng Quốc gia. Ông nắm giữ chức vụ Master of the Queen's Buckhounds trong Hoàng gia Anh từ năm 1892 đến 1895.
Mặc dù là một họa sĩ vẽ chân dung nổi tiếng, bức tranh do Sargent tạo ra không hề sử dụng người làm mẫu. Thay vào đó, Sargent dựa vào hình tượng chính Ngài Ribbleddale lúc phát biểu trước công chúng vào năm 1894. Vị họa sĩ đã tiếp cận Ribbleddale và đề xuất vẽ chân dung của ông. Tuy nhiên, Sargent không tiến hành vẽ ngay mà chờ đến năm 1899. Bức vẽ hoàn thành ba năm sau đó.

## Mô tả
Ý định ban đầu của Sargent là vẽ Ribbleddale trong trang phục triều đình với tư cách là Master of the Buckhound, nhưng bức tranh khi hoàn thành lại cho thấy Ribbleddale có vẻ không chỉn chu lắm trong bộ quần áo giống như "đi bắt chuột". Vị quý tộc đứng trên một sàn gỗ phẳng, lưng hướng về phía bức tường sơn trắng, tay trái đeo găng màu xám và cầm một cây roi săn, tay phải chống hông. Ông đội một chiếc mũ đen, với một chiếc khăn choàng bằng lụa màu đen thắt nút phía bên phải cổ áo và đi trên đôi bốt đen bóng. Với chiếc áo ghi lê màu vàng, áo khoác ngoài màu nâu sẫm phối với quần bò, Ribbleddale bị che phủ hoàn toàn bởi chiếc áo khoác Chesterfield màu đen đồ sộ. Ngoài ra, chiếc mũ cao cùng những cái trụ có rãnh của bức tường đằng sau Ribbleddale, hình bóng rõ ràng của chiếc áo khoác dài và những thay đổi tinh tế mà Sargent tạo ra, tất cả nhấn mạnh một Ribbleddale ốm yếu vào cao lêu khêu.
Bản phác thảo ban đầu mô tả Ribbleddale đang đứng trên các bậc thang, trước một cây cột, nhưng bức tranh cuối cùng lại là một nam tước đứng thẫn thờ trước tấm gỗ trắng ở xưởng vẽ của Sargent tại Tite Street, Chelsea, London. Bố cục - một bức chân dung đầy đủ của một người đàn ông đứng trong chiếc áo khoác Chesterfield dài với tay chống hông trên phông nền được phác họa theo chiều dọc như một sự lặp lại của bức tranh vẽ W. Graham Robertson năm 1894 của chính Sargent, với cây gậy hướng về ô cửa tối mịt.
Trong một bài báo xuất bản trên tờ Country Life năm 2015, bức tranh được nhà sử học David Starkey xếp vào danh sách những "bức tranh yêu thích" của ông. Theo đó, vị sử gia ca ngợi với "mặt khuôn góc cạnh, thon dài cùng bảng màu đen trắng, bức vẽ giống như một bản in siêu cỡ của Nhật Bản", cứ như chính nó đang cố "nắm bắt cái tinh túy toát ra bởi phong cách quý tộc không được đánh giá cao... bởi chân dung của một thời đại cũng như của một người đàn ông thực thụ".

## Lịch sử
Bức tranh được trưng bày tại Học viện Hoàng gia vào năm 1902 và tại Paris năm 1903. Ribbleddale cho biết bức tranh đã buộc ông phải sống theo phong cách quý tộc, sau này khẳng định rằng nó "trói buộc tôi với sự vĩ đại", như thể "bất cứ nơi nào tôi đến, tôi đều được nhận ra". Bức tranh đôi khi được gọi là "The Ancestor" (Tổ tiên), phản ánh một biệt danh dành cho Ribbleddale do Edward VII đặt, bởi bài phát biểu và cung cách ăn mặc cổ xưa cùng dòng dõi quý tộc của ông, minh họa điển hình cho một quý ông Anh cổ điển.
Ngài Ribbleddale đã tặng bức chân dung cho Phòng trưng bày Quốc gia vào năm 1916 để tưởng nhớ người vợ đầu tiên Charlotte (nhũ danh Tennant), và hai con trai của họ, Đại úy Thomas Lister và Trung úy Charles Lister. Charlotte qua đời vào năm 1911, Thomas bị giết trong chiến tranh Ango-Somali trong khoảng thời gian 1903-1904, còn Charles hy sinh vì trúng đạn năm 1916 tại chiến dịch Gallipoli trong Thế chiến thứ nhất. Ribbleddale sau đó tái hôn, nhưng không có con trai nối dõi. Dòng tộc của ông tuyệt tôn sau khi ông mất năm 1925.